# John Purser
John Purser (1835-1903) va ser un matemàtic irlandès, professor del Queen's College de Belfast.

## Vida i Obra
Fill de John Tertius Purser (1809-1893), director general de la coneguda cervesera Guinness, Purser va créixer en una família rica, que incloïa artistes, com la seva cosina Sarah Purser, o enginyers, com el seu cunyat John Purser Griffith. Va estudiar al Trinity College (Dublín) on es va graduar en matemàtiques el 1856.
Els anys següents, Purser va ser tutor dels fills de William Parsons, comte de Rosse, Lawrence i Charles. El 1863 va ser nomenat professor de matemàtiques del Queen's College de Belfast, càrrec que va ocupar fins a jubilar-se el 1901.
Purser és més conegut com a professor que per la seva recerca, i va tenir un bon nombre d'alumnes destacats.